# جين داير
جين داير (بالإنجليزية: Jane Dyer)‏ هي رسامة توضيحية أمريكية، ولدت في 7 مارس 1949.